# Hannes de Boer
Hannes de Boer (* 2. Dezember 1899 in Hollum; † 2. April 1982 in Rijswijk, Provinz Zuid-Holland) war ein niederländischer Weitspringer.
Bei den Olympischen Spielen schied er 1924 in Paris ohne gültigen Versuch aus und wurde 1928 in Amsterdam Sechster.
1928 und 1931 wurde er Englischer Meister. Am 7. Juli 1928 stellte er in London mit 7,37 m einen nationalen Rekord auf, der bis 1951 Bestand hatte.